# Eleição primária do Partido Democrata de Iowa em 2012
A eleição primária do Partido Democrata de Iowa em 2012 foi realizada em 3 de janeiro de 2012. O presidente Barack Obama não tinha adversários, e por isso, recebeu todos os votos do estado.
Sem grande oposição, os caucuses representou um teste inicial de participação e mobilização, e serviu para recrutar eleitores para a campanha de reeleição de Obama. Na votação do caucus, a campanha de Obama abriu oito escritórios em Iowa, mais do que qualquer outro candidato republicano, falou com mais 300 mil eleitores através de telefonemas e terminou a eleição com mais de 98% dos votos.
Os eleitores selecionados para representar os eleitores de Iowa no caucus do estado, poderão se tornar delegados para a Convenção Nacional Democrata de 2012. Além disso, as resoluções podem ser apresentadas por participantes e votada na convenção partidária.
O ativista pró-vida Randall Terry também anunciou que iria competir no caucus democrata, e colocou anúncios mostrando fetos abortados na televisão, o que não estão de acordo com as regras da Comissão Federal Eleitoral. Os anúncios de TV contra Obama não surgiram efeito, Obama teve 98% dos votos.